# Федеріко Пізані
Федеріко Пізані (італ. Federico Pisani, нар. 25 липня 1974, Капаннорі — пом. 12 лютого 1997, Мілан) — італійський футболіст, нападник.
Насамперед відомий виступами за «Аталанту».

## Ігрова кар'єра
Народився 25 липня 1974 року в місті Капаннорі. Вихованець футбольної школи клубу «Аталанта». Дорослу футбольну кар'єру розпочав 1991 року в основній команді того ж клубу, в якій провів два сезони, взявши участь у 16 матчах чемпіонату. 
Протягом 1993—1994 років захищав кольори команди клубу «Монца», де грав на правах оренди.
У 1994 році повернувся до клубу «Аталанта», за який встиг відіграти ще 2,5 сезони.
Загинув 12 лютого 1997 року на 23-му році життя в автокатастрофі у Мілані. У клубі в знак пам'яті закріпили за ним № 14.